# قره‌سور (اکی‌باس‌توز)
قره‌سور (قزاقی: Қарасор) یک دریاچه در استان پاولودار کشور قزاقستان است.